# Final Destination 5
Final Destination 5 è un film del 2011 diretto da Steven Quale, quinta pellicola della saga di "Final Destination". A differenza del quarto film, che era cronologicamente collocato dopo gli eventi del terzo, questo è invece un prequel di Final Destination.
I primi tre film sono stati prodotti dalla New Line Cinema, il quarto e il quinto dalla Warner Bros.
Il quinto capitolo della saga, così come il quarto, è stato girato in 3D.

## Trama
New York, febbraio 2000. Sam Lawton riceve la premonizione di una sciagura: un ponte che crolla, uccidendo lui e tante persone che si trovano sullo stesso ponte.
Il ponte sospeso inizia a creparsi e a rompersi: la prima vittima è Candice, che, tentando di scendere dall'autobus, arriva in un punto dove il ponte crolla improvvisamente e lei precipita nel vuoto nello stesso momento in cui sta passando una barca a vela, finendo impalata sul pennone.
Isaac, rimasto nel bagno dell'autobus a telefonare, rimane intrappolato mentre l'autobus cade dal ponte, e muore schiacciato contro il parabrezza del veicolo. Nel frattempo, i sopravvissuti tentano di fuggire: Molly riesce, camminando su alcune travi di acciaio, a passare dall'altra parte del ponte e mettersi al sicuro. Olivia, invece, cammina alla cieca avendo perso gli occhiali. Sam tenta di aiutarla, ma mentre sta compiendo la traversata, le travi cedono facendola precipitare nel canale d'acqua: sopravvive alla caduta, ma dal ponte cade un'auto decappottabile, che la schiaccia.
Nathan, mentre corre verso Sam, viene colpito da un sostegno del ponte che lo travolge all'improvviso e lo disintegra. Nel frattempo, il ponte ormai fuori controllo per le oscillazioni fa cadere su di un lato un'auto, che distrugge la ringhiera a cui si era aggrappato Dennis, che riesce a salvarsi dal crollo, rimanendo aggrappato al bordo del ponte, ma uno scossone fa rovesciare un camion del cantiere che trasporta catrame bollente, fondendolo letteralmente.
Peter e Sam si aggrappano alla ringhiera del ponte, crollata ad un livello più basso: dall'alto un camion che trasporta sbarre di ferro, sollecitato dai movimenti incontrollati del ponte, perde le sbarre che travolgono Peter, impalandolo nella faccia. Sam, davanti a Molly, viene tagliato in due da una lastra di metallo, caduta dallo stesso camion.
Riuscendo a far scendere quasi tutti dal bus, ma non potendo suo malgrado salvare gli altri civili presenti sul ponte, Sam beffa la morte, la quale è costretta a variare i suoi piani per seguire il prestabilito corso degli eventi. I superstiti vengono interrogati dall'agente Block, che inizialmente nutre sospetti su Sam, ipotizzando che questi possa essere un presunto terrorista, ma poi viene scagionato poiché il crollo del ponte è stato attribuito al vento forte e ai danni strutturali dovuti al cantiere.
Il piano della morte inizia ad apparire chiaro quando Candice, Isaac e Olivia muoiono nell'esatto ordine in cui sono deceduti nella premonizione. In più, uno strano coroner avverte i ragazzi che la morte odia essere presa in giro e tornerà a sistemare le cose, a meno che i ragazzi non facciano morire qualcun altro al loro posto.
Nathan, durante una discussione con un suo dipendente, rimane coinvolto in un incidente dal quale resta illeso, ma nel quale lo stesso lavoratore viene invece ucciso da un gancio che gli trafigge il volto. Pensa così che la morte abbia preso lui al suo posto. Subito dopo è toccato a Dennis che viene smembrato da una chiave inglese. Peter intanto impazzisce e cerca di eliminare Molly, sperando di prendersi la sua vita dal momento che la ragazza nella visione era sopravvissuta. È invece Sam, durante una colluttazione, ad ucciderlo.
Pensando oramai di essere al sicuro, due settimane dopo, Sam e Molly si imbarcano su un volo per Parigi CDG, dove il protagonista deve trasferirsi per lavoro. Ma sull'aereo, un ragazzo inizia ad urlare in preda ad una crisi di panico e viene fatto scendere assieme ad altri passeggeri; una hostess spiega che il giovane ha "avuto una visione". Il volo sul quale si trovano Sam e Molly si rivela essere il volo 180. Dopo qualche momento iniziano i primi scossoni: la fusoliera si squarcia e Molly viene risucchiata fuori finendo smembrata da un'ala, mentre Sam muore bruciato vivo nella successiva esplosione.
Il carrello dell'aereo viene scagliato in un bar dove si trova Nathan, che muore schiacciato un attimo dopo essersi reso conto che al suo dipendente (a cui egli ha indirettamente provocato la morte, "guadagnando" quindi i suoi anni di vita restanti) non rimanevano altro che pochi giorni a causa di un aneurisma già diagnosticatogli.

## Produzione

### Sviluppo
Era stato annunciato che The Final Destination 3D avrebbe dovuto essere l'ultimo capitolo della serie, ma il direttore della Warner Bros., Alan Horn, confermò che stava lavorando a un quinto film a ShoWest. Il produttore Craig Perry ha anche affermato, più tardi, che il film sarebbe stato girato in 3D.

### Casting
Nel mese di agosto 2010, l'attore e musicista Miles Fisher fu il primo ad avere un ruolo nel film. Fisher è il protagonista della produzione, per preparare il cast è stato scelto il direttore degli studi cinematografici di New Line Cinema. L'argomento è un gruppo di personaggi, sfuggiti alla morte in una catastrofe terribile, di cui la maggior parte di loro muoiono uno ad uno in modo orribile. Tre giorni dopo l'assunzione di Fisher è stata annunciata l'assunzione di Arlen Escarpeta. Escarpeta ha detto: "credo che questa volta stiano facendo molto bene, stanno tornando all'inizio - la storia, la trama, un sacco di cose importanti, penso che l'ultimo film era solo la morte e niente altro, che va bene perché è quello che la gente sono venuti a vedere, ma questa volta facciamo un po' di tutto - una buona storia, grande regista - andrà bene". Più tardi si sono uniti al cast Nicholas D'Agosto, Ellen Wroe e Meghan Ory.
Dopo aver dato l'annuncio delle aggiunte degli ultimi tre attori, Tony Todd si è unito al cast. Il 30 agosto, l'attore David Koechner ha ricevuto segnalazioni che sarebbe stato uno dei protagonisti del film. Il giorno dopo, PJ Byrne ha annunciato l'intenzione di unirsi al cast. Il 2 settembre, Emma Bell ottenne il ruolo della protagonista femminile, Molly Harper. A metà settembre Jacqueline MacInnes Wood e Courtney B. Vance chiudono il cast.

### Riprese
Le riprese si sono concentrate a Vancouver, in Canada come nei primi tre film. Le riprese sono iniziate a settembre 2010 e si sono concluse a dicembre dello stesso anno.

## Distribuzione
Lo studio fissò come data di pubblicazione nelle sale cinematografiche statunitensi il 26 agosto 2011, ma fu anticipata al 12 agosto. 
In Italia, il film è uscito nelle sale cinematografiche il 7 ottobre 2011.

## Accoglienza

### Incassi
Negli Stati Uniti Final Destination 5 ha incassato $ 42.587.643 a livello nazionale e $ 115.300.000 a livello internazionale, per un totale mondiale di $ 157.887.643, diventando il secondo film di maggior incasso della serie.
In Italia al box office il film ha incassato 1,9 milioni di euro.

### Critica
Il film è stato accolto da critiche e recensioni positive.
Sull'aggregatore di recensioni Rotten Tomatoes il film ha ottenuto un punteggio medio di 62%, su Metacritic ha invece ottenuto un voto di 50 su 100 e infine su Imdb il pubblico lo ha votato con 5.9 su 10.

## Sequel
Poco prima dell'uscita nelle sale del quinto capitolo, l'attore Tony Todd aveva confermato la possibile uscita di un sesto e un settimo capitolo, realizzati insieme, sebbene alla fine l'idea sia stata accantonata. Nel 2013, il produttore della saga, Craig Perry, ha pubblicato online un concept trailer da lui realizzato, con l'intento di proporlo come idea alla Warner Bros. come possibile sequel. Il trailer utilizza un mix di oltre 20 fonti diverse tra film e serie tv, e fruisce di un'ambientazione nel XII secolo.
Nel 2022, a distanza di svariati anni, viene confermata la produzione di un sesto film, con Jon Watts come regista e distribuito da HBO Max.
Nel marzo 2024 sono iniziate le riprese del sesto film, intitolato Final Destination Bloodlines, diretto da Zach Lipovsky, distribuito nei cinema americani dal 16 maggio 2025.